# Obnoga
Obnoga (Pohar; 1081 m n.p.m.) – szczyt w Bieszczadach Zachodnich, w grupie Tarnicy i Halicza.
Jest to niewybitne wzniesienie w grzbiecie odbiegającym z najwyższego (1311 m) wierzchołka Bukowego Berda na północny wschód. Następnym szczytem w tym grzbiecie jest Grandysowa Czuba (1026 m) położona za przełęczą Prysłopec (948 m), dalej grzbiet przechodzi w pasmo Jeleniowatego. Wierzchołek Obnogi wysyła ku północy boczne odgałęzienie kulminujące w Mucznym (861 m), które następnie opada do doliny potoku Mucznego.
Południowo-wschodni stok schodzi w dolinę Roztok – potoku będącego dopływem Sanu. Z grzbietem Mucznego sąsiadują doliny Bystrej (od zachodu) oraz Suchej (od wschodu) uchodzących do Mucznego, toteż cieki te odwadniają północne zbocza góry. Stoki są na ogół zalesione, jedynie na szczycie, na stoku eksponowanym na południowy wschód, znajduje się polana widokowa.
Na Obnogę nie prowadzą znakowane szlaki turystyczne. Przez szczyt przebiega granica znajdującego się po jej południowo-zachodniej stronie Bieszczadzkiego Parku Narodowego z Parkiem Krajobrazowym Doliny Sanu. Ze względu na możliwość poruszania się na terenie parku narodowego wyłącznie po oznaczonych szlakach, wierzchołek można osiągnąć ścieżkami i drogami stokowymi tylko od strony północnej oraz wschodniej, między innymi z Mucznego i Tarnawy Niżnej. Ścieżka biegnie dalej w górę grzbietu aż na Bukowe Berdo, lecz przejście tym odcinkiem jest zabronione.
Na stoku Obnogi znajdowała się niegdyś drewniana chatka zbudowana dla myśliwych w czasach PRL-u. Była popularnym miejscem wśród turystów, służyła za schronienie i umożliwiała nocleg. W listopadzie 2007 roku spłonęła i nie została odbudowana.